# Marie de la Trinité
Marie de la Trinité (Lyon, 3 juillet 1903 - Marsannay-la-Côte, 21 novembre 1980) est une religieuse dominicaine française dont la spiritualité a influencé Hans Urs von Balthasar.

## Biographie
Paule de Mulatier, de son nom d'état civil, naît à Lyon en 1903 dans une famille d'industriels. Elle est la dernière d'un frère et cinq sœurs.
Marie de la Trinité, issue d'une famille cultivée, connaissait l'anglais, l'allemand[source insuffisante] et l'italien[source insuffisante], et bien sûr le latin. Elle apprit le grec du Nouveau Testament et l'hébreu biblique[réf. nécessaire]. Elle apprit également le droit canonique et le chant grégorien[réf. nécessaire]. Elle publia un guide de lecture biblique paru à 56 000 exemplaires[Lequel ?].
Elle discerne tôt sa vocation religieuse et a le désir d'entrer au carmel, mais en 1930, elle entre, sur le conseil de son directeur spirituel, le père Jean-Marie Périer, chez les Dominicaines missionnaires des campagnes, sous le nom de « Marie de la Trinité », petite congrégation naissante d'une dizaine de religieuses. Elle y fait sa profession en 1932, devient maîtresse des novices en 1933 et la congrégation prend alors une ampleur rapide. Avec l'aide du père Antonin Motte, elle se consacre davantage à l'oraison dans les années 1940, lorsque la congrégation s'est affermie. Elle écrit trente-cinq carnets spirituels entre 1942 et 1946 et bénéficie de plusieurs grâces mystiques[De quoi ?].
Cependant elle éprouve une dépression après 1944 qui lui vaudra plusieurs traitements, dont quatre ans de psychanalyse sous la direction de Jacques Lacan. Lacan avait d'emblée compris que le nœud du problème de la religieuse se situait dans le vœu d’obéissance et non ailleurs. Elle écrit ainsi à la mère Saint-Jean, fondatrice de la congrégation : « Je suis très en sécurité avec lui, car il comprend les choses spirituelles et ne les élimine pas comme les précédents (médecins), au contraire. »
Après cette crise, elle entreprend en 1956 une formation de psychothérapeute avec l'appui du cardinal Maurice Feltin et de Lacan, et travaille à l'hôpital Vaugirard (Paris) dans les services de médecine psychosomatique, tout en participant aux axes forts de la vie de sa communauté.
Elle rejoint ensuite sa communauté à Flavigny, soignant la fondatrice jusqu'à la fin, en menant de plus en plus une vie de solitude et de méditation, ayant choisi de rester seule dans son ermitage de Flavigny, lorsque la communauté déménage à Luzarches en région parisienne en 1970. Elle reçoit régulièrement pour des partages d'Évangile en petit comité.
Elle meurt d'un cancer en 1980, le jour de la fête de la Présentation de la Vierge.
Ses écrits sont publiés après sa mort, grâce à une sœur de la congrégation.

## Publications
- Consens à n'être rien, Carnets 1936-1942, Éditions Arfuyen, 2002
- Entre dans ma Gloire, Carnets 1942-1946, Éditions Arfuyen, 2003
- Le Petit Livre des grâces, Éditions Arfuyen, 2003
- De l'angoisse à la paix, Éditions Arfuyen, 2003
- Paule dite Marie : Une femme cachée, Éditions Arfuyen, 2004
- Je te veux auprès de moi (Agenda 1927-1930), Éditions Arfuyen, 2005
- Frère Dominique : Le cœur au large ! (1952), Cerf, 2006
- Le Silence de Joseph, préface du P. Dominique Sterckx, carme déchaux, Éditions Arfuyen, 2007
- Les Grandes Grâces, Carnets 1 (11 août 1929 — 2 février 1942), Cerf, 2009
- Revêtir le sacerdoce, Carnets 2 (2 février 1942 — 8 juillet 1942), Cerf, 2011